# گرونهاین-بایرزفلد
شهر گرونهاین-بایرزفلددر ایالت زاکسن در کشور آلمان واقع شده‌است.